# 2006-os Magyar Suzuki Swift Kupa
Az első Magyar Suzuki Swift Kupa 2006-ban rajtolt a Hungaringen.

## Versenynaptár
| 2006-os Magyar Suzuki Swift Kupa Versenynaptára | 2006-os Magyar Suzuki Swift Kupa Versenynaptára | 2006-os Magyar Suzuki Swift Kupa Versenynaptára | 2006-os Magyar Suzuki Swift Kupa Versenynaptára |
|                                                 | Dátum                                           | Megnevezés                                      | Helyszín                                        |
| ----------------------------------------------- | ----------------------------------------------- | ----------------------------------------------- | ----------------------------------------------- |
| I. II.                                          | Május 5-7.                                      | VI. Heidelberg Kupa                             | Hungaroring                                     |
| III. IV.                                        | Május 26-28.                                    | Órfűi Autós Hegyiverseny                        | Pécs                                            |
| V. VI.                                          | Június 16-18.                                   | Material Center Kupa                            | Hungaroring                                     |
| VII. VIII.                                      | Július 1-2.                                     | 30. Mátrai Autós Hegyiverseny, SSI Shafer Kupa  | Parádsasvár                                     |
| IX. X.                                          | Szeptember 8-10.                                | Skyguard Kupa                                   | Euro-Ring                                       |
| XI.                                             | Szeptember 18.                                  | Skyguard-Intersoft Kupa                         | Hungaroring                                     |
| XII. XIII.                                      | Szeptember 29-Október 1.                        | Skyguard-Heidelberg Kupa                        | Hungaroring                                     |

## Eredmények

### Egyéni
| 2006-os Magyar Suzuki Swift Kupa Eredmények | 2006-os Magyar Suzuki Swift Kupa Eredmények | 2006-os Magyar Suzuki Swift Kupa Eredmények | 2006-os Magyar Suzuki Swift Kupa Eredmények |     |      |     |     |     |      |       |     |     |     |      |       |        |
|                                             | Versenyző                                   | Csapat                                      | I.                                          | II. | III. | IV. | V.  | VI. | VII. | VIII. | IX. | X.  | XI. | XII. | XIII. | Pontok |
| ------------------------------------------- | ------------------------------------------- | ------------------------------------------- | ------------------------------------------- | --- | ---- | --- | --- | --- | ---- | ----- | --- | --- | --- | ---- | ----- | ------ |
| 1.                                          | Michelisz Norbert                           | Zengő Motorsport Kft.                       | 1.                                          | 1.  | 11.  | 3.  | 1.  | 5.  | 10.  | 2.    | 1.  | 1.  | 4.  | 1.   | 4.    | 196    |
| 2.                                          | Szelényi Alfréd                             | Proex AMSE                                  | 3.                                          | 2.  | 5.   | 12. | 4.  | 4.  | 2.   | 1.    | 4.  | 4.  | 1.  | 2.   | 1.    | 185    |
| 3.                                          | Pápai László                                | Proex AMSE                                  | 4.                                          | 7.  | 4.   | 5.  | 11. | 1.  | 4.   | 8.    | 3.  | 5.  | -   | 5.   | 5.    | 136    |
| 4.                                          | Hatvani Bálint                              | Zengő Motorsport Kft.                       | 2.                                          | -   | 13.  | 7.  | 2.  | 2.  | 12.  | 11.   | 7.  | 3.  | 3.  | 3.   | 11.   | 125    |
| 5.                                          | Lamara Roland                               | Zengő Motorsport Kft.                       | 6.                                          | 9.  | 1.   | 2.  | -   | -   | 5.   | 5.    | 5.  | 9.  | -   | 7.   | 9.    | 109    |
| 6.                                          | Vida János                                  | Zengő Motorsport Kft.                       | -                                           | -   | 2.   | 1.  | -   | 3.  | 6.   | 4.    | -   | -   | 7.  | 9.   | 2.    | 104    |
| 7.                                          | Farkas László                               | BMW Team Hungary                            | -                                           | -   | 8.   | 11. | 5.  | 7.  | 9.   | 3.    | 9.  | 11. | 8.  | 4.   | 6.    | 96     |
| 8.                                          | Liscsinszky Olga                            | Proex AMSE                                  | 9.                                          | 6.  | 9.   | 9.  | 6.  | -   | 7.   | 10.   | 11. | 7.  | 6.  | 11.  | 8.    | 93     |
| 9.                                          | Pantl Péter                                 | Zengő Motorsport Kft.                       | -                                           | -   | 3.   | 13. | 10. | 10. | 3.   | 9.    | 6.  | 6.  | 9.  | DQ   | 3.    | 91     |
| 10.                                         | dr. Grigalek Gábor                          | Proex AMSE                                  | -                                           | -   | -    | -   | 3.  | -   | 1.   | 7.    | -   | 10. | 5.  | 8.   | 10.   | 74     |
| 11.                                         | Bakoss Bence                                | G-Kart Racing Team SE                       | -                                           | -   | 10.  | 10. | 8.  | 8.  | -    | -     | 2.  | 2.  | -   | 6.   | -     | 70     |
| 12.                                         | Elliot Ladik                                | Rabócsiring Kft.                            | 10.                                         | 3.  | -    | 6.  | -   | 6.  | 13.  | 6.    | 8.  | 8.  | -   | -    | -     | 69     |

## Pontozás
| 2006-os Magyar Suzuki Swift Kupa Pontrendszere | 2006-os Magyar Suzuki Swift Kupa Pontrendszere | 2006-os Magyar Suzuki Swift Kupa Pontrendszere | 2006-os Magyar Suzuki Swift Kupa Pontrendszere |
| ---------------------------------------------- | ---------------------------------------------- | ---------------------------------------------- | ---------------------------------------------- |
| 1. helyezett                                   | 20 pont                                        | 9. helyezett                                   | 7 pont                                         |
| 2. helyezett                                   | 16 pont                                        | 10. helyezett                                  | 6 pont                                         |
| 3. helyezett                                   | 14 pont                                        | 11. helyezett                                  | 5 pont                                         |
| 4. helyezett                                   | 12 pont                                        | 12. helyezett                                  | 4 pont                                         |
| 5. helyezett                                   | 11 pont                                        | 13. helyezett                                  | 3 pont                                         |
| 6. helyezett                                   | 10 pont                                        | 14. helyezett                                  | 2 pont                                         |
| 7. helyezett                                   | 9 pont                                         | 15. helyezett                                  | 1 pont                                         |
| 8. helyezett                                   | 8 pont                                         |                                                |                                                |

## Statisztikák
| Győzelmek | Győzelmek          | Győzelmek             | Győzelmek |
|           | Pilóta             | Csapat                | Gy        |
| --------- | ------------------ | --------------------- | --------- |
| 1.        | Michelisz Norbert  | Zengő Motorsport Kft. | 6         |
| 2.        | Szelényi Alfréd    | Proex AMSE            | 3         |
| 3.        | Pápai László       | Proex AMSE            | 1         |
| -         | Lamara Roland      | Zengő Motorsport Kft. | 1         |
| -         | Vida János         | Zengő Motorsport Kft. | 1         |
| -         | dr. Grigalek Gábor | Proex AMSE            | 1         |

## Lásd még
Egyéb márkakupák: 2007-es Magyar Suzuki Swift Kupa